# Plaue
Plaue là một đô thị ở huyện Ilm, bang Thüringen, Đức. Đô thị này có diện tích 18,19 km², dân số thời điểm 31 tháng 12 năm 2006 là 1958 người. Đô thị này nằm bên sông Gera, 11 km về phía bắc Ilmenau, và 8 km về phía tây nam Arnstadt.